# Джовани Фабричако
Вижте пояснителната страница за други личности с името Джовани.
Джовани Фабричако (на италиански: Giovanni Fabriciaco; Ioannes Fabriacius; Fabriciazio; Fabriaco; * Ераклеа) e натурализиран венециански държавник и военачалник на Византия по времето на император Лъв III.

## Биография
Произлиза от Хераклия (днешна Ераклеа) във Венецианската лагуна. През 742 г. е Магистър милиум на Венецианската република.